# Kitino, Tărgoviște
Kitino (în bulgară Китино) este un sat în comuna Antonovo, regiunea Tărgoviște,  Bulgaria. 

## Demografie
Componența etnică a satului Kitino
     Romi (45,23%)
     Turci (17,85%)
     Nicio identificare (4,76%)
     Bulgari (32,14%)
La recensământul din 2011, populația satului Kitino era de 84 locuitori. Nu există o etnie majoritară, locuitorii fiind romi (45,23%), bulgari (32,14%) și turci (17,85%). Pentru 4,76% din locuitori nu este cunoscută apartenența etnică.